# Switchfoot
Switchfoot est un groupe de rock alternatif chrétien américain, originaire de San Diego, en Californie. Il est composé de Jon Foreman, leader (voix, guitare), Tim Foreman (basse), Chad Butler (percussions), Jerome Fontamillas (guitare, piano), et Drew Shirley (guitare).
Mélodies acérées ou finement menées, les textes envolés par la plume idéaliste et sensible de Jon Foreman ne laissent pas indifférente la scène rock US. À la fois philosophiques et révoltés, les thèmes évoqués sont principalement l'amour, la spiritualité et la société moderne. 
Selon Jon Foreman, le nom Switchfoot vient du surf. « Nous aimons tous surfer et avons surfé toute notre vie, alors pour nous ce mot fait sens. Switcher tes pieds signifie prendre une nouvelle attitude en changeant de direction. C'est changer et bouger, une manière différente d'approcher la vie et la musique[réf. nécessaire]. » Ils sont notés pour leurs performances énergiques,, et leur septième album, [ello Hurricane, est récompensé d'un Grammy en 2011.

## Biographie

### Formation et débuts (1996–2002)
Switchfoot est formé en 1996 sous le nom de Chin Up, constitué de Jon, son frère Tim et Chad à la batterie. Après avoir joué seulement quelques concerts en 1997, le groupe est contacté par Charlie Peacock, et signe à Re:think Records, une division de Sparrow Records, sous le nom actuel de « Switchfoot ». Re:think distribue leurs trois premiers albums : The Legend of Chin, New Way to Be Human et Learning to Breathe.
Des trois premiers albums, Learning to Breathe obtient le plus de succès. L'album est certifié disque d'or par la RIAA, et est nommé en 2001 aux Grammy Awards pour « Meilleur album de rock gospel ».
En 2002, Switchfoot obtient un large rôle dans la musique du film Le Temps d'un automne. La chanteuse et actrice Mandy Moore, chante le titre Only Hope dans l'une des scènes du film. La musique du film contient aussi un duo avec Mandy Moore et Jon Foreman ainsi que quatre autres chansons de Switchfoot.

### The Beautiful Letdown(2003–2005)
Avec la sortie de A Walk to Remember, Switchfoot attire l'intérêt de nombreux labels, et signe finalement avec Columbia Records/SonyBMG. 
En 2003, leur quatrième album, et premier chez une major, intitulé The Beautiful Letdown sort. Le single Meant to Live est repris sur la bande originale anglaise de Spider-Man 2. The Beautiful Letdown est, depuis, certifié double disque de platine) avec plus de 2,6 millions d'exemplaires vendus. Un DVD live comprenant leurs concerts, intitulé Live in San Diego, est aussi certifié disque deplatine, et le troisième single, This Is Your Life est diffusé à la radio. Le morceau Gone est aussi diffusé sur les radios chrétiennes.
En 2005, Switchfoot est nommé cinq fois du Dove Award et en remporte quatre, notamment dans la catégorie de groupe de l'année.

### Nothing Is Sound(2005–2006)

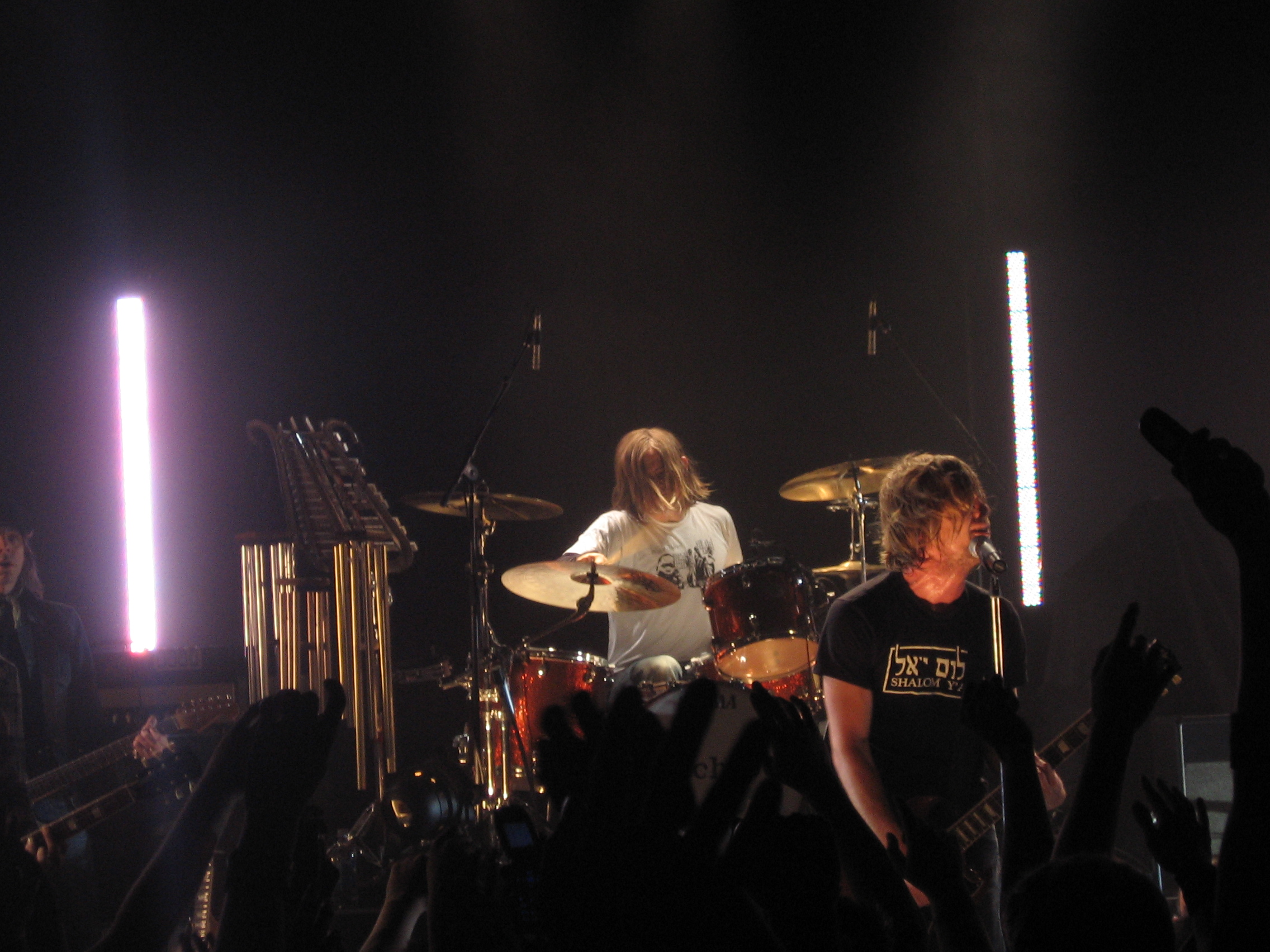
Nothing is Sound Tour à Vancouver.

En 2005, avant la sortie de Nothing Is Sound, Switchfoot annonce que le guitariste Drew Shirley (ancien guitariste de [All Together Separate) est devenu leur cinquième membre officiel après la tournée de 2003. Nothing Is Sound est publié le 13 septembre 2005, et l'arrivée de Shirley modifie le style musical de Switchfoot qui comprend plus de morceaux de guitare, qui résultent en un album plus sombre et agressif. L'album débute troisième du Billboard 200 et le bassiste Tim Foreman attire l'intérêt lorsqu'il parle de protection de droits d'auteur utilisées par leur label, Sony, un scandale qui a touché l'industrie du disque.
À la tournée Nothing Is Sound Tour au printemps 2006, le groupe présente une « vidéo de leur vie sur la route » qui est disponible en podcasting sur iTunes et YouTube.

### Oh! Gravity.(2006–2007)

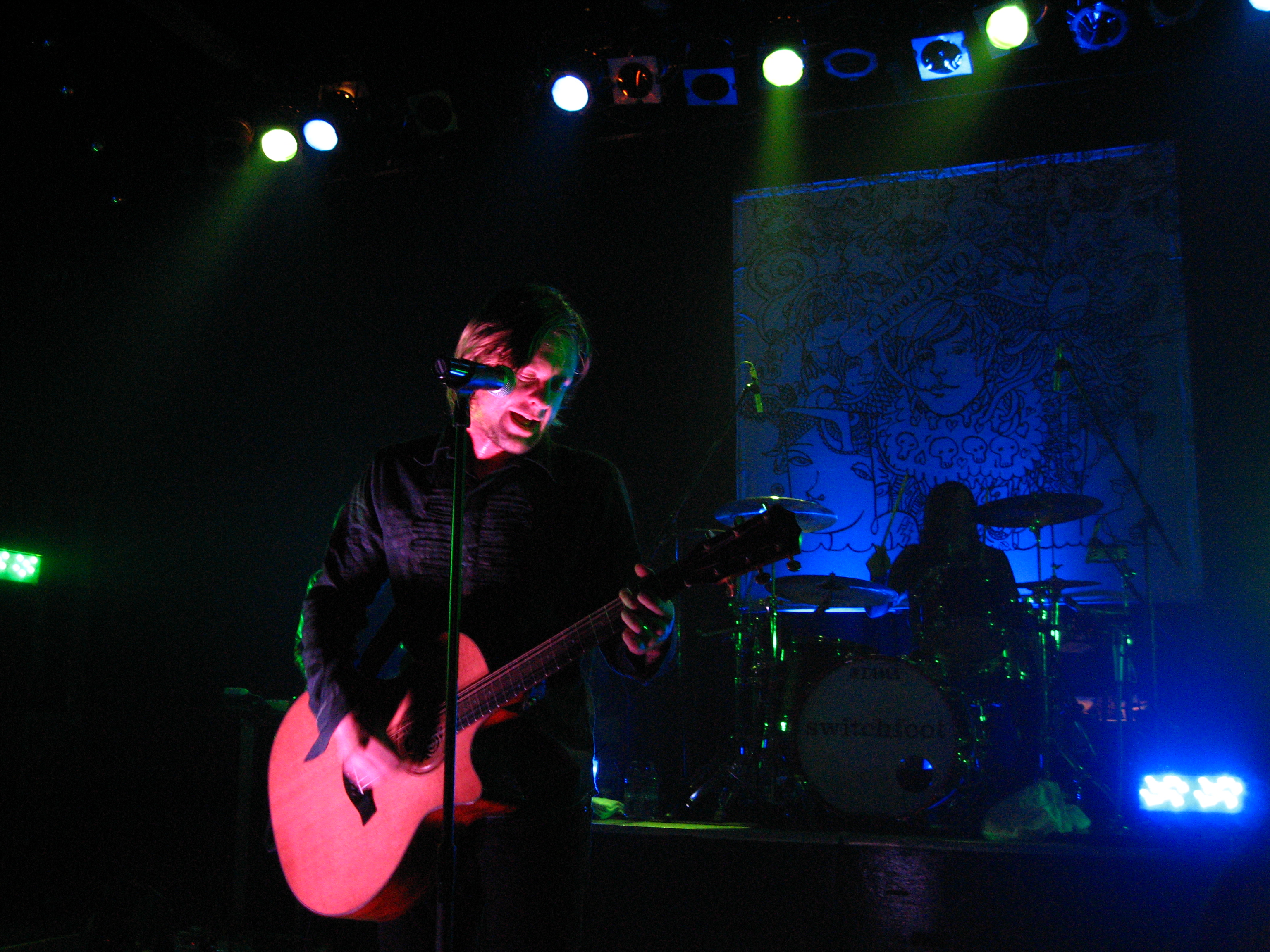
Tournée Oh! Gravity Spring Tour 2007 à Charleston.

Le nouvel album de Switchfoot, Oh! Gravity., est publié le 26 décembre 2006 et considérablement bien accueilli par la presse. Il atteint la 18e place du Billboard et la première place du iTunes' Top Albums chart. Avant la sortie de l'album, Switchfoot annonce la sortie d'un morceau en téléchargement gratuit, Daylight to Break, pour remercier leur fans qui les ont aidé à créer l'album, allant même jusqu'à montrer leur sessions d'enregistrement via webcam et organiser un concours pour pouvoir jouer de la cloche de vache en studio avec le groupe.
En soutien à l'album, le groupe sort un extrait du morceau Dirty Second Hands le 26 septembre sur iTunes. Le morceau-titre, Oh! Gravity est publié le 21 octobre sur iTunes et passe le 31 octobre sur les radios.

### Nouveaux albums et pause (2008–2017)
En 2008, ils composent le titre This is Home pour le film Le Monde de Narnia : Le Prince Caspian, deuxième volet de la saga Narnia. En novembre 2009, le groupe sort son septième album studio intitulé Hello Hurricane. Cet album gagnera en 2011 le Grammy du meilleur album de rock ou rap gospel. Leur chanson Bullet Soul est le thème officiel du TLC: Tables, Ladders and Chairs (2009).
En 2011, leur nouvel album intitulé Vice Verses s'avère être l'opus le plus rock du groupe. Cela est en cohérence avec le précédent album Hello Hurricane, qui avait surpris par ses riffs tranchants. La chanson "Dark Horses" sera utilisée comme thème officiel du Royal Rumble (2012).
Le 28 mai 2017, le groupe vient pour la première fois se produire en France. Le concert se passe à la Maroquinerie. Le 4 novembre 2017, le groupe se produit à l'Arena de Genève à l'occasion du festival Reform'Action organisé pour les 500 ans de la Réforme. Cette même année, le groupe annonce une pause.

## Discographie

### Albums studio
- 1997 : The Legend of Chin
- 1999 : New Way to Be Human
- 2000 : Learning to Breathe
- 2003 : The Beautiful Letdown
- 2005 : Nothing Is Sound
- 2006 : Oh! Gravity.
- 2009 : Hello Hurricane
- 2011 : Vice Verses
- 2014 : Fading West
- 2016 : Where the Light Shines Through
- 2019 : Native Tongue
- 2021 : Interrobang

### Compilations
- 2004 : The Early Years: 1997–2000
- 2008 : The Best Yet (best of)

### Singles
- 2003 : Meant to Live
- 2004 : Dare You to Move
- 2005 : Nothing Is Sound
- 2006 : We Are One Tonight
- 2007 : Awakening
- 2008 : The Chronicles of Narnia: Prince Caspian - Soundtrack
- 2009 : Mess of Me
- 2010 : The Sound
- 2010 : Your Love Is a Song
- 2010 : Bullet Soul
- 2011 : Dark Horses
- 2011 : Restless
- 2012 : Afterlife
- 2014 : Who We Are
- 2014 : Love Alone Is Worth The Fight

## Filmographie
- 2003 : Switchfootage
- 2004 : Live in San Diego
- 2004 : The Beautiful Letdown - DualDisc
- 2005 : Feet Don't Fail Me Now
- 2005 : Nothing Is Sound - DualDisc
- 2006 : Switchfootage 2
- 2014 : Fading West